# Херхадзе, Джемал Ноевич
Джемал Ноевич Херхадзе (груз. ჯემალ ხერხაძე; 2 февраля 1945, Кутаиси — 11 марта 2019, там же) — советский футболист, нападающий, тренер. Мастер спорта СССР, заслуженный тренер Грузинской ССР.

## Биография
Воспитанник футбольной школы «Торпедо» (Кутаиси) (1958—1960) и клубной команды «Имерети» (Кутаиси) (1960—1961).
Все 15 сезонов своей карьеры, начиная с 1962 года, провёл в кутаисском «Торпедо» в высшей (первой) группе «А» (169 матчей, 32 гола) и первой лиге (168 матчей, 50 мячей).
В 1969 году стал наряду с Владимиром Проскуриным и Николаем Осяниным лучшим бомбардиром чемпионата, забив 16 мячей. Однако из-за того, что, по мнению журналиста газеты «Футбол — Хоккей» Геннадия Радчука, Херхадзе и Проскурин забили по три гола в последнем матче в результате сговора, приз газеты «Труд» лучшему бомбардиру достался Осянину с формулировкой «Решение мотивировано тем, что Н. Осянин — игрок команды, ставшей чемпионом страны; забитые им голы в решающих матчах с командами „Динамо“ (Киев), ЦСКА, „Динамо“ (Москва) практически определили победу „Спартака“. Учитывается также то, что Н. Осянин выступал в составе сборной СССР и в чемпионатах страны провёл около 250 матчей».
По игровой манере выделялся техникой, умением хорошо открываться для получения мяча, игрой головой.
Тренер «Торпедо» (Кутаиси) (1977—1984, 1987—1996, по март; 1997—1998, 1999—2000), главный тренер команды (1996, апрель-июнь; 01.09.1998 — июнь 1999).
Главный тренер «Мешахте» (Ткибули) — 1985—1986.
Скончался 11 марта 2019 года.